# Comunitat pel Desenvolupament de l’Àfrica del Sud
La Comunitat pel Desenvolupament de l'Àfrica del Sud (en anglès, Southern African Development Community, SADC), anomenada Conferència pel Desenvolupament de l'Àfrica del Sud fins a 1993, és una organització intergovernamental creada en 1980 en la Conferència per a la Coordinació del Desenvolupament de l'Àfrica del Sud. El seu objectiu és fomentar la cooperació i integració socioeconòmica regional, així com la cooperació política i de seguretat entre els països de l'Àfrica del Sud. La seu del secretariat és a la capital de Botswana, Gaborone.

## Estats membres
A partir de 2022, la SADC té un total de 16 estats membres:
| País           | Àrea (km²) | Població (2020) | PIB (USD)                  | PIB (USD)       | Notes sobre la pertinença |
| País           | Àrea (km²) | Població (2020) | Total (milions de milions) | Per càpita      | Notes sobre la pertinença |
| -------------- | ---------- | --------------- | -------------------------- | --------------- | --- |
| Angola         | 1.246.700  | 32.866.268      | 124,86 dòlars              | 3.792,75 dòlars | |
| Botswana       | 582.000    | 2.351.625       | 18,42 dòlars               | 7.519,2 $       | |
| Comores        | 2.235      | 869.595         | 1,31 $                     | 1.371,02 dòlars | La Unió de les Comores va ser admesa a la 37a Cimera de Caps d'Estat i de Govern de la SADC celebrada a Pretòria, Sud-àfrica el 2017, amb la qual cosa el nombre total d'estats membres es va elevar a 16. |
| R.D. del Congo | 2.344.858  | 89.561.404      | 64,79 dòlars               | 669,36 $        | Des del 8 de setembre de 1997 |
| Eswatini       | 17.363     | 1.160.164       | 4,65 dòlars                | 4.035,54 dòlars | |
| Lesotho        | 30.355     | 2.142.252       | 2,56 $                     | 1.212,57 dòlars | |
| Madagascar     | 587.295    | 27.691.019      | 14,61 dòlars               | 504,31 dòlars   | Admès el 18 d'agost de 2005. Membre restablert el 30 de gener de 2014 després d'una suspensió imposada el 2009                                                                                             |
| Malawi         | 118.484    | 19.129.955      | 12,04 dòlars               | 545,06 $        | |
| Maurici        | 1.969      | 1.265.740       | 11,26 dòlars               | 8.892,11 $      | Des del 28 d'agost de 1995 |
| Moçambic       | 801.590    | 31.255.435      | 18,09 dòlars               | 546,71 $        | |
| Namíbia        | 824.268    | 2.540.916       | 13,01 dòlars               | 5.016,17 dòlars | Des del 21 de març de 1990 (des de la independència) |
| Seychelles     | 456        | 98.462          | 1,75 $                     | 17.693,00 $     | Ja havia estat membre del del 8 de setembre de 1997 fins a l'1 de juliol de 2004, i es va incorporar de nou el 2008.                                                                                       |
| Sud-àfrica     | 1.221.037  | 59.308.690      | 426,17 $                   | 6.979,44 $      | Des del 30 d'agost de 1994 |
| Tanzània       | 947.303    | 59.734.213      | 77,51 dòlars               | 1.260,06 dòlars | |
| Zàmbia         | 752.612    | 18.383.956      | 26,66 $                    | 1.330,37 dòlars | |
| Zimbàbue       | 390.757    | 14.862.927      | 36,38 dòlars               | 2.300,56 dòlars | |

Burundi ha sol·licitat unir-s'hi.

## Història

Bandera de la SADCC

Els orígens de la SADC es remunten a les dècades del 1960 i 1970, quan els líders dels països governats majoritàriament pels moviments d'alliberament nacional van coordinar les seves lluites polítiques, diplomàtiques i militars per posar fi al domini colonial i de les minories blanques al sud d'Àfrica. El precursor immediat de la fase de cooperació política i de seguretat de la SADC d'avui va ser l'agrupació informal d'estats de primera línia (FLS). Es va formar l'any 1980.
La Conferència de Coordinació per al Desenvolupament de l'Àfrica Meridional (SADCC) va ser la precursora de la fase de cooperació socioeconòmica de la SADC actual. L'adopció per part de nou països majoritàriament del sud d'Àfrica de la declaració de Lusaka el 1r d'abril de 1980 va obrir el camí per a l'establiment formal de la SADCC l'abril de 1980. La pertinença al FLS i al SADCC de vegades era diferent.
El SADCC es va transformar en SADC el 17 d'agost de 1992, amb l'adopció per part dels membres fundadors de SADCC i de Namíbia recentment independent de la declaració i tractat de Windhoek que estableix la SADC. La SADC de 1992 preveia tant la cooperació socioeconòmica com la cooperació política i de seguretat. En realitat, el FLS es va dissoldre el 1994, després de les primeres eleccions democràtiques de Sud-àfrica. Els esforços posteriors per situar la cooperació política i de seguretat en una base institucional ferma sota el paraigua de la SADC van fracassar.
El 14 d'agost de 2001 es va modificar el tractat de la SADC de 1992. L'esmena anunciava la revisió de les estructures, polítiques i procediments de la SADC, un procés que està en curs. Un dels canvis és que la cooperació política i de seguretat està institucionalitzada a l'Òrgan de Política, Defensa i Seguretat (OPDS); un dels principals organismes de la SADC. Està subjecte a la supervisió de l'òrgan suprem de l'organització, la Cimera, que comprèn els caps d'estat o de govern.
L'organització celebra el seu propi esdeveniment multiesportiu en forma dels Jocs de la SADC, que es van celebrar per primera vegada l'any 2004 a Maputo. Originalment, estava previst per a una data anterior a Malawi i Lesotho, però els problemes organitzatius van provocar l'abandonament del pla i la SADC va multar amb 100.000 dòlars a Malawi. El primer esdeveniment va ser l'any 2004 a Maputo i va donar com a resultat la participació de més de 1.000 joves menors de vint anys de 10 països en un programa esportiu que inclou atletisme, futbol, netball, boxa i bàsquet.
L'agost de 2019, la SADC va adoptar el suahili com a quarta llengua de treball, juntament amb l'anglès, el francès i el portuguès. El kiswahili, una llengua franca a la regió dels Grans Llacs africans, altres parts de l'Àfrica oriental i, en menor grau, parts del sud d'Àfrica, és una llengua oficial de Tanzània, Kenya i Uganda i de la Unió Africana.

## Protocols
La SADC té 27 protocols legalment vinculants que tracten qüestions com la defensa, el desenvolupament, el comerç il·lícit de drogues, el lliure comerç i la circulació de persones.
- Protocol sobre l'Energia (1996) – Destinat a promoure el desenvolupament harmònic de les polítiques energètiques nacionals. Aquestes estratègies de desenvolupament estableixen objectius tangibles per a la SADC i els seus estats membres per al desenvolupament d'infraestructures en energia i els seus subsectors de llenya, petroli i gas natural, electricitat, carbó, energies renovables i eficiència i conservació energètica.[17]
- Protocol sobre Gènere i Desenvolupament: es demana als estats membres que acceleren els esforços d'aplicació cap als assoliments de canvis concrets i transformadors en la vida de les dones i les nenes de la regió. El president Mutharika també va expressar la seva preocupació per l'escalada dels incidents de violència de gènere a la regió, especialment els perpetrats contra dones i nenes, i va aprofitar aquesta ocasió per signar un compromís per acabar amb els matrimonis infantils, com a part de la campanya de la UA per acabar amb els matrimonis infantils a Àfrica.[18]
- Protocol sobre Cooperació en Política, Defensa i Seguretat (2001) – Destinat a fomentar la cooperació regional en matèria de seguretat i defensa, promoure la pau, l'estabilitat política i la gestió de conflictes. El protocol també va iniciar una reforma institucional de l'Òrgan de Política, Defensa i Seguretat (OPDS) de la SADC.[19]

## Lliure comerç
L'Àrea de Lliure Comerç de la SADC es va establir l'agost de 2008, després que la implementació del Protocol de Comerç de la SADC l'any 2000 n'establís les bases per a la seva formació. Els seus membres originals eren Botswana, Lesotho, Madagascar, Maurici, Moçambic, Namíbia, Sud-àfrica, Eswatini, Tanzània, Zàmbia i Zimbabwe, i Malawi i Seychelles s'hi van unir més tard. Dels 15 estats membres de la SADC, només Angola i la República Democràtica del Congo encara no hi participen, però el ministre de Comerç d'Angola, Joffre Van-Dúnen Júnior, va dir a Luanda que el seu ministeri està treballant per crear les condicions per a l'adhesió d'Angola a la Zona de Lliure Comerç de la SADC a Luanda el 2019. És poc probable que la SADC-Unió Duanera, que s'establirà el 2010 d'acord amb el Pla Indicatiu Regional de Desenvolupament Estratègic (RISDP) de la SADC, es converteixi en realitat en un futur proper. Això es deu al fet que els Acords d'Associació Econòmica (EPA) de la Unió Europea amb els seus règims de lliure comerç extraregionals inherents van oferir més beneficis a diversos membres de la SADC que una integració més profunda del mercat regional en el marc d'una SADC-Unió Duanera. Atès que aquests països de la SADC van formar quatre agrupacions diferents per negociar i implementar diferents acords d'associació econòmica amb la Unió Europea, es perd l'oportunitat d'establir un aranzel extern comú a tota la SADC com a requisit previ per a una unió duanera regional.
El dimecres 22 d'octubre de 2008, la SADC es va unir amb el Mercat Comú d'Àfrica Oriental i Austral i la Comunitat de l'Àfrica Oriental per formar la Zona de Lliure Comerç Africana, que inclou tots els membres de cadascuna de les organitzacions. Els líders dels tres blocs comercials van acordar crear una única zona de lliure comerç, la Zona de Lliure Comerç Africana, formada per 26 països amb un PIB estimat de 624.000 milions de dòlars (382.900 milions de lliures esterlines). L'acord de la Zona Lliure de Comerç Africana havia de facilitar l'accés als mercats dins de la zona i resoldre els problemes derivats del fet que diversos països membres pertanyien a múltiples grups.
La Zona de Lliure Comerç d'Àfrica ha estat vigent més de cent anys: una zona comercial que abasta tot el continent africà des del Cap fins al Caire i imaginada per Cecil Rhodes i altres imperialistes britànics a la dècada de 1890. L'única diferència és que la zona de lliure comerç africana és la creació de països africans independents. La idea és una zona de lliure comerç que abasta tot el continent des del Cap fins al Caire (Ciutat del Cap a la República de Sud-àfrica fins al Caire a Egipte).
A més d'eliminar la duplicació de membres i els estats membres problemàtics que també participen en altres esquemes de cooperació econòmica regional i esquemes regionals de cooperació política i de seguretat que poden competir o soscavar entre ells, la Zona de Lliure Comerç Africana té com a objectiu enfortir el poder de negociació del bloc a l'hora de negociar ofertes internacionals.